# 4196 Shuya
A 4196 Shuya (ideiglenes jelöléssel 1982 SA13) egy kisbolygó a Naprendszerben. Ljudmila Ivanovna Csernih fedezte fel 1982. szeptember 16-án.